# Mistrovství Evropy ve fotbale 1984
Mistrovství Evropy ve fotbale 1984 se konalo v sedmi francouzských městech v období od 12. do 27. června. Zúčastnilo se ho 8 týmů; zvítězila francouzská reprezentace, pro kterou se jednalo o první titul z evropského šampionátu. Nejlepším střelcem soutěže se stal Francouz Michel Platini, který v pěti zápasech střelil celkem devět gólů.

## Stupně vítězů
| Zlato                            | Stříbro   | Bronz              | 4. místo                                             |
| -------------------------------- | --------- | ------------------ | ---------------------------------------------------- |
| Francie – první titul v historii | Španělsko | Dánsko Portugalsko | Oba poražení semifinalisté obdrželi bronzové medaile |

## Kvalifikace
Kvalifikace hrané v letech 1982 až 1983 se zúčastnilo 32 reprezentací, které byly rozlosovány do 7 skupin po pěti, resp. čtyřech týmech. Ve skupinách se utkal každý s každým doma a venku. Vítězové skupin postoupili na závěrečný turnaj, kde se přidali k pořadatelské Francii.

### Kvalifikované týmy
| Vlajka   | Stát     | Soupisky | Vlajka      | Stát        | Soupisky |
| -------- | -------- | -------- | ----------- | ----------- | -------- |
| Belgie   | Belgie   | Soupiska | Dánsko      | Dánsko      | Soupiska |
| Francie  | Francie  | Soupiska | Portugalsko | Portugalsko | Soupiska |
| Rumunsko | Rumunsko | Soupiska | Španělsko   | Španělsko   | Soupiska |
| Německo  | Německo  | Soupiska | Jugoslávie  | Jugoslávie  | Soupiska |

## Stadiony
| Paříž                     | Marseille                 | Lyon                      | Saint-Étienne             |
| ------------------------- | ------------------------- | ------------------------- | ------------------------- |
| Parc des Princes          | Stade Vélodrome           | Stade Gerland             | Stade Geoffroy-Guichard   |
| Kapacita stadionu: 48,000 | Kapacita stadionu: 55,000 | Kapacita stadionu: 40,000 | Kapacita stadionu: 53,000 |
|                           |                           |                           |                           |
| Lens                      | Nantes                    | Štrasburk                 |                           |
| Stade Félix Bollaert      | Stade de la Beaujoire     | Stade de la Meinau        |                           |
| Kapacita stadionu: 49,000 | Kapacita stadionu: 53,000 | Kapacita stadionu: 40,000 |                           |
|                           |                           |                           |                           |

## Skupinová fáze

### Skupina A
| Tým        | Pld | W | D | L | GF | GA | GD | Pts |
| ---------- | --- | - | - | - | -- | -- | -- | --- |
| Francie    | 3   | 3 | 0 | 0 | 9  | 2  | +7 | 6   |
| Dánsko     | 3   | 2 | 0 | 1 | 8  | 3  | +5 | 4   |
| Belgie     | 3   | 1 | 0 | 2 | 4  | 8  | -4 | 2   |
| Jugoslávie | 3   | 0 | 0 | 3 | 2  | 10 | -8 | 0   |

| 12. června 1984 20:30 |          |        |                                                                    |
| Francie               | 1 – 0    | Dánsko | Parc des Princes, Paříž diváci: 47,570 rozhodčí: Volker Roth (NSR) |
| Platini 78'           | (Report) |        | Parc des Princes, Paříž diváci: 47,570 rozhodčí: Volker Roth (NSR) |

| 13. června 1984 20:30    |          |            |                                                                                |
| Belgie                   | 2 – 0    | Jugoslávie | Stade Félix Bollaert, Lens diváci: 41,774 rozhodčí: Erik Fredriksson (Švédsko) |
| Vandenbergh 28' Grün 45' | (Report) |            | Stade Félix Bollaert, Lens diváci: 41,774 rozhodčí: Erik Fredriksson (Švédsko) |

| 16. června 1984 17:15                               |          |        |                                                                                   |
| Francie                                             | 5 – 0    | Belgie | Stade de la Beaujoire, Nantes diváci: 51,359 rozhodčí: Robert Valentine (Skotsko) |
| Platini 4' 74' (pen.) 89' Giresse 33' Fernández 43' | (Report) |        | Stade de la Beaujoire, Nantes diváci: 51,359 rozhodčí: Robert Valentine (Skotsko) |

| 16. června 1984 20:30                                        |          |            |                                                                                |
| Dánsko                                                       | 5 – 0    | Jugoslávie | Stade Gerland, Lyon diváci: 34,745 rozhodčí: Augusto Lamo Castillo (Španělsko) |
| Arnesen 8' 69' (pen.) Berggreen 16' Elkjær 82' Lauridsen 84' | (Report) |            | Stade Gerland, Lyon diváci: 34,745 rozhodčí: Augusto Lamo Castillo (Španělsko) |

| 19. června 1984 20:30 |          |                                    |                                                                                         |
| Francie               | 3 – 2    | Jugoslávie                         | Stade Geoffroy-Guichard, Saint-Étienne diváci: 45,789 rozhodčí: André Daina (Švýcarsko) |
| Platini 59' 62' 77'   | (Report) | Šestić 32' D. Stojković 84' (pen.) | Stade Geoffroy-Guichard, Saint-Étienne diváci: 45,789 rozhodčí: André Daina (Švýcarsko) |

| 19. června 1984 20:30                    |          |                               |                                                                   |
| Dánsko                                   | 3 – 2    | Belgie                        | La Meinau, Strasbourg diváci: 36,911 rozhodčí: Adolf Prokop (NDR) |
| Arnesen 41' (pen.) Brylle 60' Elkjær 84' | (Report) | Ceulemans 26' Vercauteren 39' | La Meinau, Strasbourg diváci: 36,911 rozhodčí: Adolf Prokop (NDR) |

### Skupina B
| Tým         | Pld | W | D | L | GF | GA | GD | Pts |
| ----------- | --- | - | - | - | -- | -- | -- | --- |
| Španělsko   | 3   | 1 | 2 | 0 | 3  | 2  | +1 | 4   |
| Portugalsko | 3   | 1 | 2 | 0 | 2  | 1  | +1 | 4   |
| SRN         | 3   | 1 | 1 | 1 | 2  | 2  | 0  | 3   |
| Rumunsko    | 3   | 0 | 1 | 2 | 2  | 4  | -2 | 1   |

| 14. června 1984 17:15 |          |             |                                                                        |
| SRN                   | 0 – 0    | Portugalsko | La Meinau, Strasbourg diváci: 44,566 rozhodčí: Romualdas Yushka (SSSR) |
|                       | (Report) |             | La Meinau, Strasbourg diváci: 44,566 rozhodčí: Romualdas Yushka (SSSR) |

| 14. června 1984 20:30 |          |                     |                                                                                        |
| Rumunsko              | 1 – 1    | Španělsko           | Stade Geoffroy-Guichard, Saint-Étienne diváci: 17,102 rozhodčí: Alexis Ponnet (Belgie) |
| Bölöni 35'            | (Report) | Carrasco 22' (pen.) | Stade Geoffroy-Guichard, Saint-Étienne diváci: 17,102 rozhodčí: Alexis Ponnet (Belgie) |

| 17. června 1984 17:15 |          |           |                                                                             |
| SRN                   | 2 – 1    | Rumunsko  | Stade Félix Bollaert, Lens diváci: 31,803 rozhodčí: Jan Keizer (Nizozemsko) |
| Völler 25' 66'        | (Report) | Coraş 46' | Stade Félix Bollaert, Lens diváci: 31,803 rozhodčí: Jan Keizer (Nizozemsko) |

| 17. června 1984 20:30 |          |                |                                                                              |
| Portugalsko           | 1 – 1    | Španělsko      | Stade Vélodrome, Marseille diváci: 24,364 rozhodčí: Michel Vautrot (Francie) |
| Sousa 52'             | (Report) | Santillana 73' | Stade Vélodrome, Marseille diváci: 24,364 rozhodčí: Michel Vautrot (Francie) |

| 20. června 1984 20:30 |          |            |                                                                                    |
| SRN                   | 0 – 1    | Španělsko  | Parc des Princes, Paříž diváci: 47,691 rozhodčí: Vojtech Christov (Československo) |
|                       | (Report) | Maceda 90' | Parc des Princes, Paříž diváci: 47,691 rozhodčí: Vojtech Christov (Československo) |

| 20. června 1984 20:30 |          |          |                                                                                 |
| Portugalsko           | 1 – 0    | Rumunsko | Stade de la Beaujoire, Nantes diváci: 24,266 rozhodčí: Heinz Fahnler (Rakousko) |
| Nené 81'              | (Report) |          | Stade de la Beaujoire, Nantes diváci: 24,266 rozhodčí: Heinz Fahnler (Rakousko) |

## Vyřazovací fáze

### Semifinále
| 23. června 1984 20:00          |                  |                |                                                                            |
| Francie                        | 3 – 2 (v prodl.) | Portugalsko    | Stade Vélodrome, Marseille diváci: 54,848 rozhodčí: Paolo Bergamo (Itálie) |
| Domergue 24' 114' Platini 119' | (Report)         | Jordão 74' 98' | Stade Vélodrome, Marseille diváci: 54,848 rozhodčí: Paolo Bergamo (Itálie) |

| 24. června 1984 20:00 |                   |          |                                                                       |
| Španělsko             | 1 – 1 (po prodl.) | Dánsko   | Stade Gerland, Lyon diváci: 47,483 rozhodčí: George Courtney (Anglie) |
| Maceda 67'            | (Report)          | Lerby 7' | Stade Gerland, Lyon diváci: 47,483 rozhodčí: George Courtney (Anglie) |

|                                                |       | Penaltový rozstřel                |  |
| Santillana Señor Urquiaga Víctor Muñoz Sarabia | 5 – 4 | Brylle Olsen Laudrup Lerby Elkjær |  |

- Oba poražení semifinalisté obdrželi bronzové medaile.

### Finále
| 27. června 1984 20:00   |          |           |                                                                                    |
| Francie                 | 2 – 0    | Španělsko | Parc des Princes, Paříž diváci: 47 368 rozhodčí: Vojtech Christov (Československo) |
| Platini 57' Bellone 90' | (Report) |           | Parc des Princes, Paříž diváci: 47 368 rozhodčí: Vojtech Christov (Československo) |

Nejlepší střelec (celkem): Michel Platini (Francie) – 9 gólů

Nejlepší střelec finálového turnaje: Michel Platini (Francie) – 9 gólů

## All-stars[1]

### Francie 1984
- Harald Schumacher
- João Pinto
- Karlheinz Förster
- Morten Olsen
- Andreas Brehme
- Fernando Chalana
- Jean Tigana
- Michel Platini
- Frank Arnesen
- Rudi Völler
- Alain Giresse